# Martići
Martići (cyr. Мартићи) – wieś w Czarnogórze, w gminie Bar. W 2011 roku liczyła 300 mieszkańców.